# فرانسیس ولف
فرانسیس ولف (انگلیسی: Francis Wolff؛ ۱۹۰۷ – ۸ مارس ۱۹۷۱) یک تهیه‌کننده موسیقی، و عکاس اهل ایالات متحده آمریکا بود.